# Ernst Peymann
Heinrich Ernst Peymann, född 1737 i Tyskland, död 1823, var en dansk general och militärarkitekt, som kommenderade landstyrkorna under Köpenhamns bombardemang år 1807.
Ernst Peymann var en skicklig militärarkitekt, men hade aldrig anfört trupp. När britterna omringade Köpenhamn i augusti 1807 och hotade att terrorbomba staden, var general Peymann, som utsetts att anföra de danska landstyrkorna, så gammal att han inte längre kunde sitta på en häst.
Redan vid en av de första skärmytslingarna med britterna vid Classens Have den 31 augusti sårades han i vänster ben och förblev sedan sängliggande på Hotel D’Angleterre under britternas bombardemang av huvudstaden 2 till 5 september 1807. Den 6 september kapitulerade han. Han dömdes senare till döden för förräderi. När Napoleonkrigen var över togs han dock till nåder igen av kung Fredrik VI av Danmark.